# Лебанон (Огайо)
Лебанон (англ. Lebanon) — місто (англ. city) в США, в окрузі Воррен штату Огайо. Населення — 20 841 особа (2020).

## Географія
Лебанон розташований за координатами 39°25′23″ пн. ш. 84°13′11″ зх. д. / 39.42306° пн. ш. 84.21972° зх. д. (39.422922, -84.219669).  За даними Бюро перепису населення США в 2010 році місто мало площу 33,60 км², з яких 33,58 км² — суходіл та 0,02 км² — водойми.

## Демографія
Згідно з переписом 2010 року, у місті мешкали 20 033 особи в 7436 домогосподарствах у складі 5213 родин. Густота населення становила 596 осіб/км².  Було 7920 помешкань (236/км²).
Расовий склад населення:
| - 92,7 % — білих - 2,6 % — чорних або афроамериканців - 0,8 % — азіатів - 0,2 % — корінних американців - 1,6 % — осіб інших рас |

До двох чи більше рас належало 2,0 %. Частка іспаномовних становила 3,5 % від усіх жителів.
За віковим діапазоном населення розподілялося таким чином: 29,2 % — особи молодші 18 років, 60,7 % — особи у віці 18—64 років, 10,1 % — особи у віці 65 років та старші. Медіана віку мешканця становила 34,7 року. На 100 осіб жіночої статі у місті припадало 96,2 чоловіків;  на 100 жінок у віці від 18 років та старших — 91,1 чоловіків також старших 18 років.
Середній дохід на одне домашнє господарство  становив 68 637 доларів США (медіана — 61 038), а середній дохід на одну сім'ю — 76 942 долари (медіана — 67 434). Медіана доходів становила 53 320 доларів для чоловіків та 31 731 долар для жінок. За межею бідності перебувало 11,5 % осіб, у тому числі 15,0 % дітей у віці до 18 років та 2,5 % осіб у віці 65 років та старших.
Цивільне працевлаштоване населення становило 9824 особи. Основні галузі зайнятості: освіта, охорона здоров'я та соціальна допомога — 22,2 %, виробництво — 15,2 %, роздрібна торгівля — 15,1 %.